# Fanny von Arnstein

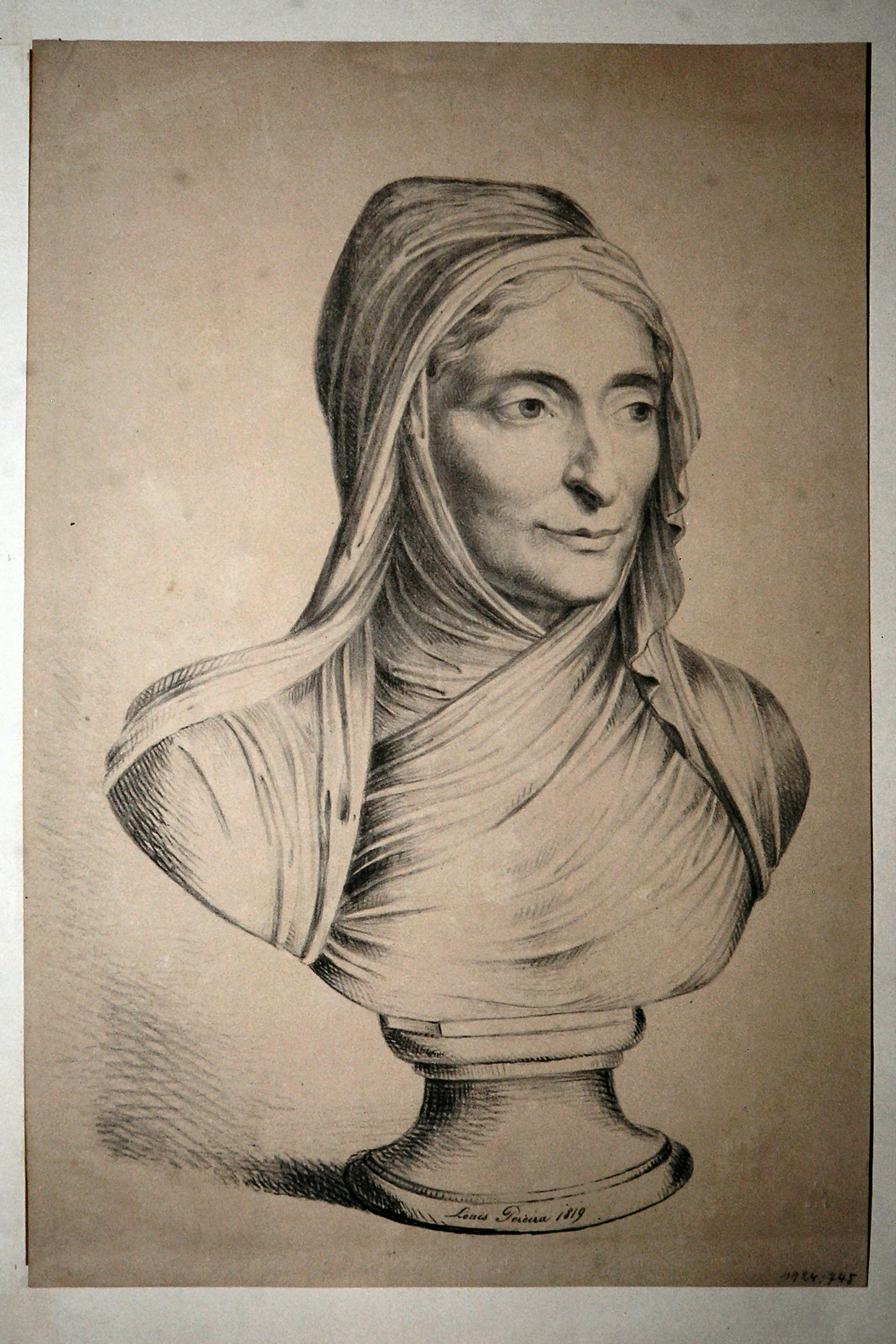
Fanny von Arnstein, Lithographie von Louis Pereira, 1819

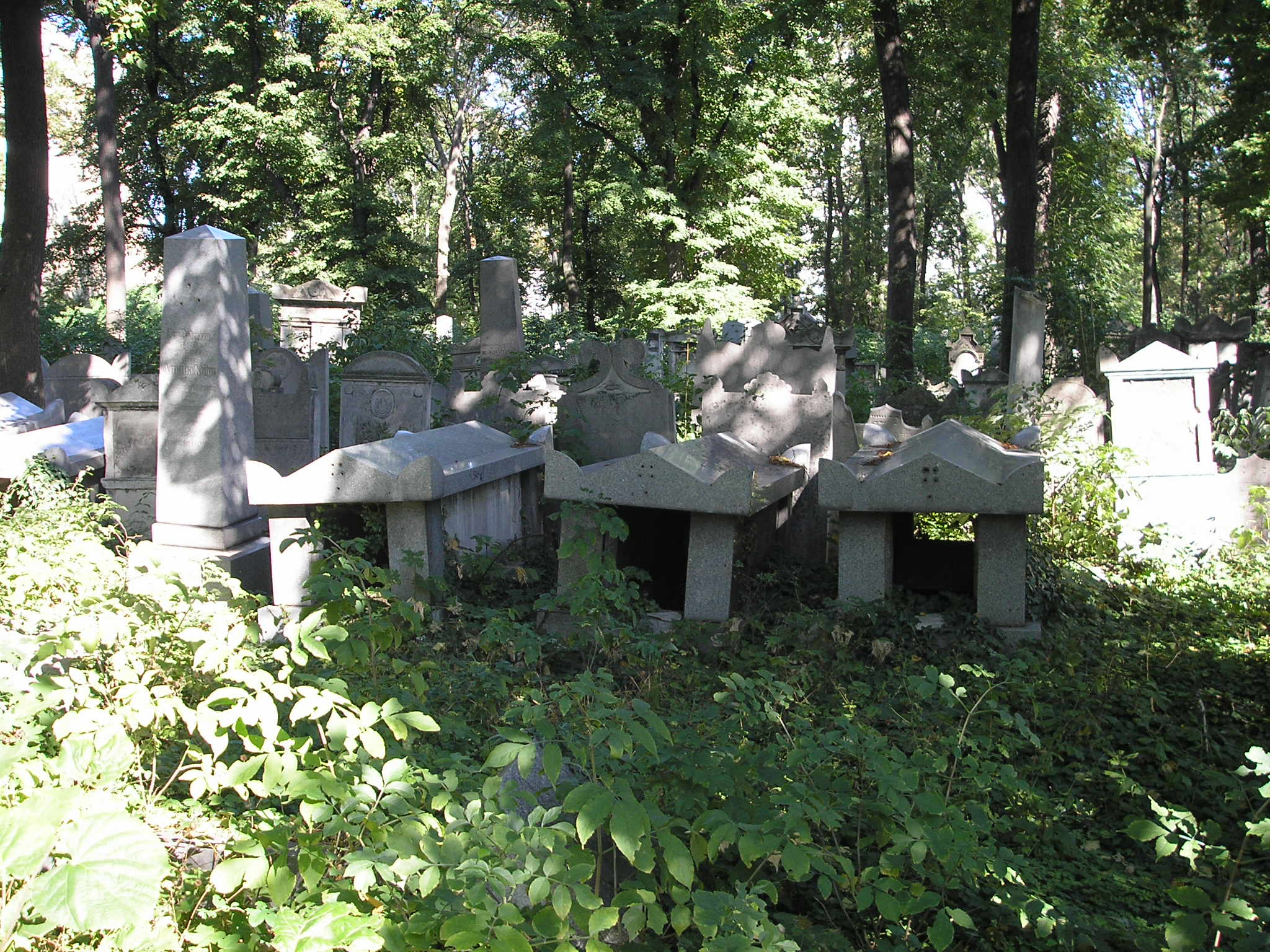
Geschändete Grabmäler der Familien Arnstein und Eskeles

Freifrau Franziska „Fanny“ von Arnstein (* 29. November 1758 in Berlin; † 8. Juni 1818 in Baden bei Wien) war eine Wiener Salonnière und Gesellschaftsdame.

## Leben
Fanny Arnstein, geb. Vögele Itzig, stammte aus einer reichen jüdischen Familie – ihr Vater Daniel Itzig (1723–1799) war Hoffaktor von Friedrich Wilhelm II. – und genoss daher eine umfassende Erziehung. Durch ihre Heirat mit Nathan Adam von Arnstein, Enkel des kaiserlichen Hoffaktors Isaak Arnstein, im Jahr 1776 kam sie nach Wien und konnte sich als erste Wiener Jüdin die Führung eines eigenen Literarischen Salons im Sinn der Aufklärung leisten. Ihr Palais Arnstein befand sich am Hohen Markt im ersten Bezirk von Wien. Vor allem während des Wiener Kongresses trafen sich im Hause Arnstein prominente Vertreter aus Diplomatie, Wissenschaft, Kunst und Journalismus. Zudem war Fanny von Arnstein Mitbegründerin der Gesellschaft der Musikfreunde in Wien. Felix Mendelssohn Bartholdy war ihr Großneffe, Fanny Hensel ihre Großnichte und Sara Levy ihre Schwester.
Fanny von Arnstein war politisch sehr engagiert. Mit ihrem Mann unterstützte sie den Tiroler Volksaufstand gegen Napoléon.
Fanny von Arnstein war es auch, die 1814 den ersten historisch bezeugten Weihnachtsbaum in Wien aufstellte – eine Tradition, die sie aus Berlin mitgebracht hatte:
„Bei Arnsteins war vorgestern nach Berliner Sitte ein sehr zahlreiches Weihnachtsbaum- oder Christbaumfest. Es waren dort Staatskanzler Hardenberg, die Staatsräte Jordan und Hoffmann, Fürst Radziwill, Herr Bartholdy, alle Anverwandten des Hauses. Alle gebetenen, eingeladenen Personen erhielten Geschenke oder Souvenirs vom Christbaum. Es wurden nach Berliner Sitte komische Lieder gesungen…Fürst Hardenberg amüsierte sich unendlich.“
Sie wurde auf dem Jüdischen Friedhof Währing bestattet. Ihre Gebeine, ebenso wie die aus mehreren anderen Gräbern, wurden in nationalsozialistischer Zeit ausgegraben und angeblich für „wissenschaftliche Zwecke“ ins Naturhistorische Museum Wien überführt. Im Jahr 1947 wurden sämtliche im Naturhistorischen Museum Wien vom Jüdischen Friedhof Währing eruierbaren Skelette der Israelitischen Kultusgemeinde Wien übergeben und in Familiengräbern wiederbestattet. Zu den Wiederbestatteten zählen auch acht Mitglieder der Familie von Arnstein, die zwischen 1785 und 1857 gestorben sein sollen. Es wird angenommen, dass sich auch die sterblichen Überreste von Fanny von Arnstein darunter befinden können. Allerdings liegen weder für die Exhumierung der Gebeine von Fanny von Arnstein noch für deren wissenschaftliche Untersuchung am Naturhistorischen Museum Wien Belege vor. Demnach ist fraglich, ob sie überhaupt unter jenen Relikten waren, die in das Naturhistorische Museum überführt wurden.
Ihre Tochter, Henriette von Pereira-Arnstein (1780–1859), wurde in Wien ebenfalls als Pianistin und Gastgeberin eines Salons bekannt.